# Paul Haggis
Paul Haggis (født 10. marts 1953) er en canadisk filminstruktør, manuskriptforfatter og producent. Han står bag Oscarvindende film som Crash og Million Dollar Baby.

## Udvalgt filmografi
- Million Dollar Baby (2004), manuskriptforfatter og producer
- Crash (2004), manuskriptforfatter, instruktør og producer
- Flags of Our Fathers (2006), manuskriptforfatter
- Letters from Iwo Jima (2006), manuskriptforfatter og executive producer
- Casino Royale (2006), manuskriptforfatter
- In the Valley of Elah (2007), manuskriptforfatter, instruktør og producer
- Quantum of Solace (2008), manuskriptforfatter
- Terminator Salvation (2009), manuskriptforfatter
- Third Person (2013), instruktør